# Josef Hader
Josef Hader (Waldhausen im Strudengau, 14 febbraio 1962) è un comico, attore e sceneggiatore austriaco.

## Filmografia parziale

### Cinema
- Sternberg - Shooting Star, regia di Niki List (1988)
- Indien, regia di Paul Harather (1993)
- Geboren in Absurdistan, regia di Houchang Allahyari e Tom-Dariusch Allahyari  (1999)
- La rapina (Der Überfall), regia di Florian Flicker (2000)
- Come Sweet Death (Komm, süsser Tod), regia di Wolfgang Murnberger (2000)
- Gelbe Kirschen, regia di Leopold Lummerstorfer (2001)
- Blue Moon, regia di Andrea Maria Dusl (2002)
- Silentium, regia di Wolfgang Murnberger (2004)
- Il truffatore - The C(r)ook (C(r)ook), regia di Pepe Danquart (2004)
- Jagdhunde, regia di Ann-Kristin Reyels (2007)
- Die Perlmutterfarbe, regia di Marcus H. Rosenmüller (2009)
- The Bone Man (Der Knochenmann), regia di Wolfgang Murnberger (2009)
- Randgestalten, regia di Karl Leopold Furtlehner, Gerhard Haubenberger e Gerhard Lindenhofer (2009)
- Die verrückte Welt der Ute Bock, regia di Houchang Allahyari (2010)
- Wie man leben soll, regia di David Schalko (2011)
- Diamantenfieber, regia di Peter Kern (2012)
- Der Bau, regia di Jochen Alexander Freydank (2014)
- Das ewige Leben, regia di Wolfgang Murnberger (2015)
- Ich und Kaminski, regia di Wolfgang Becker (2015)
- Stefan Zweig: Farewell to Europe, regia di Maria Schrader (2016)
- Die Migrantigen, regia di Arman T. Riahi (2017)
- Wilde Maus, regia di Josef Hader (2017)
- Arthur & Claire, regia di Miguel Alexandre (2017)
- Storia di mia moglie (A feleségem története), regia di Ildikó Enyedi (2021)

### Televisione
- D.O.R.F. - serie TV, episodi 1x01-1x02 (1988)